# 마더 (2019년 스페인 영화)
마더(스페인어:Madre)는 로드리고 소로고옌이 감독 하고 이사벨 페냐가 공동 집필한 2019년 스페인-프랑스 합작 드라마 영화이다. 이 영화는 소로고옌이 감독한 2017년 동명의 단편 영화를 원작으로 한다. 마르타 니에토, 쥘 포리에, 알렉스 브렌데뮐이 출연한다.
이 영화는 제 34회 고야상에서 세 개 부문에 후보로 올랐는데, 마르타 니에토가 여우주연상 (그녀의 첫 고야상 후보)을 수상했고, 로드리고 소로고옌 과 이사벨 페냐가 각색상 후보로 지명되었다.

## 구성
10년 전, 엘레나는 여섯 살 아들 이반이 프랑스 해변에서 길을 잃었고 아버지를 찾을 수 없다는 전화를 받았다. 이반이 아버지에 대해 아는 마지막 사실이었다. 이제 엘레나는 그 해변에 살면서 레스토랑 매니저로 일하며, 그동안 꼼짝없이 갇혀 있던 그 어두운 터널을 벗어나기 시작했다.

## 출연자
- 마르타 니에토 — 엘레나 역
- 쥘 포리에 — 장 역
- 알렉스 브렌데뮐 — 호세바 역
- 앤 콩시니 — 레아 역
- 프레데릭 피에로 — 그레고리 역

## 생산
이 영화는 대부분 해변 마을인 Vieux-Boucau-les-Bains 에서 촬영되었다.

## 개봉
<마더> 는 2019년 세비야 유럽 영화제 (SEFF) 개막작이었다.
이 영화는 2019년 11월 15일 스페인 극장에서 개봉되었다. 이 영화는 제76회 베네치아 국제 영화제 오리존티 부문에 출품되었다.

## 반응

### 박스 오피스
<마더>는 전 세계적으로 $969,100의 수익을 올렸다.

### 평론
리뷰 애그리게이터인 로튼 토마토에서 이 영화는 25개의 리뷰를 바탕으로 92%의 지지율을 기록하고 있으며, 평균 평점은 7.4/10이다. 메타크리틱에서 이 영화는 4명의 평론가를 기준으로 100점 만점에 76점을 받아 "대체로 호의적인 리뷰"를 받았다. 인디와이어의 라이언 라탄지오는 이 영화에 대해 "어느 시점에 손상된 어머니 영화 캐논에 가장 덜 뒤틀리고 공감할 수 있는 작품"이라고 B점을 부여했다.
로스앤젤레스 타임즈의 케빈 크러스트는 "우울한 감정에도 불구하고 '마더'는 슬픔과 기억에 대한 희망적인 명상"이라고 평했다.

## 참조
1. ↑  Ocaña, Javier (2019년 11월 14일). “El trauma inabarcable”. 《El País》 (스페인어). ISSN 1134-6582. 2025년 5월 26일에 확인함.
2. ↑  Malvalanda (2022년 4월 2일). “Madre, el largometraje” (스페인어). 2025년 5월 26일에 확인함.
3. ↑  “Une pépite du cinéma tournée dans la cité” (프랑스어). 2018년 11월 9일. 2025년 5월 26일에 확인함.
4. ↑  RTVE, PRENSA (2019년 11월 7일). “'Madre', película participada por RTVE, inaugura el Festival de Cine Europeo de Sevilla” (스페인어). 2025년 5월 26일에 확인함.
5. ↑  FilaSiete (2019년 7월 27일). “Madre, de Rodrigo Sorogoyen | Estreno 15 de noviembre | Película” (스페인어). 2025년 5월 26일에 확인함.
6. ↑  “Biennale Cinema 2019 | Madre” (영어). 2019년 7월 16일. 2025년 5월 26일에 확인함.
7. ↑  “Mother”. 2025년 5월 26일에 확인함.
8. ↑  “Madre | Rotten Tomatoes” (영어). 2025년 5월 26일에 확인함.
9. ↑  “Madre Reviews” (영어). 2025년 5월 26일에 확인함.
10. ↑  Lattanzio, Ryan (2020년 10월 30일). “‘Madre’ Review: A Mother’s Unraveling Sparks an Elusive Connection in This Powerful Drama” (미국 영어). 2025년 5월 26일에 확인함.
11. ↑  “Review: 'Madre' expands into a mesmerizing drama from its origin as an Oscar-nominated short” (미국 영어). 2020년 10월 30일. 2025년 5월 26일에 확인함.